# Vorpostenverbände der Kaiserlichen Marine
Die Vorpostenverbände der Kaiserlichen Marine waren Marineverbände, welche ab August 1914 eingerichtet wurden und bis Kriegsende existierten. Ihr Einsatzgebiet waren die Küstengebiete der Nord- und Ostsee.
Neben den Vorpostenverbänden existierten zeitgleich noch Küstenschutzdivisionen, welche später in Küstenschutzflottillen überführt wurden.
In der Kriegsmarine der Wehrmacht wurden später auch entsprechende Vorpostenflottillen gebildet.

## Aufgaben

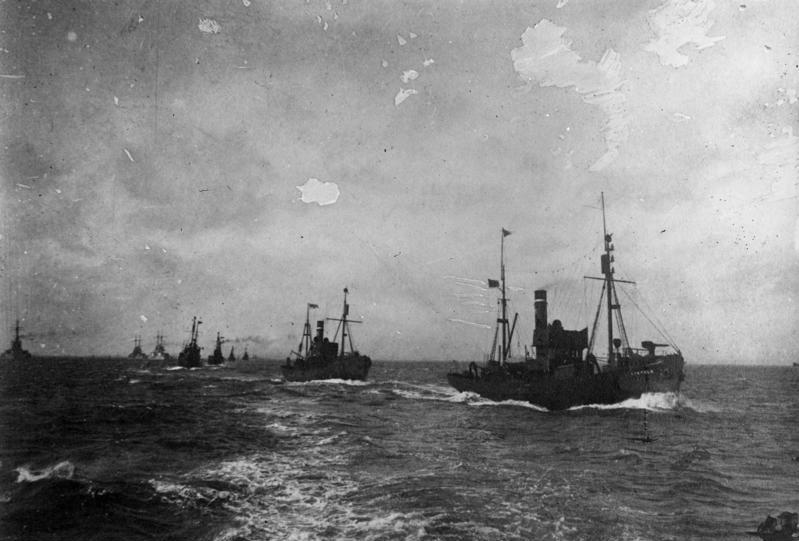
Auslaufende Vorpostenflottille, zwischen 1914 und 1918

Die Aufgaben der Vorpostenverbände der Kaiserlichen Marine waren in den jeweiligen Einsatzgebieten den Schiffsverkehr zu überwachen. Hierunter fiel auch feindliche Kriegsschiffe zu melden und Handelsschiffe durch Minensperren zu leiten.
Anfangs wurden für diese Aufgabe Fischdampfer eingesetzt, später kamen extra Vorpostenboote dazu. Der Vorteil der Fischdampfer bestand darin, dass diese seetauglich und mit einsatzerprobten Maschinen ausgestattet waren. Nachteilig wirkte sich die geringe Geschwindigkeit und der große Tiefgang, welcher bei der Minensuche gefährlich war, aus. Für den Einsatz wurden zur Mobilmachung 40 Fischdampfer bewaffnet.

## Vorpostenverbände Nordsee

### Flottille der Nordseevorpostenboote

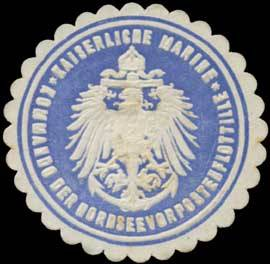
Siegelmarke der Nordseevorpostenflottille

Die Flottille der Nordseevorpostenboote wurde als erste Flottille der Vorpostenverbände der Kaiserlichen Marine Mitte August 1914 mit Sitz in Wilhelmshaven aufgestellt. Die Flottille wurde später in Nordseevorpostenflottille umbenannt. Das Sicherungsgebiet der Flottille war die deutsche Bucht. Die Flottille bestand 1914 aus 14 Torpedoboote und 88 Fischdampfern.
1916 existierte bei dieser Flottille eine Sondergruppe, welche zur Bekämpfung von U-Booten und zur Durchführung von nachrichtendienstlichen Operationen und Sabotageaktionen eingesetzt wurde. Weitere Sondergruppen wurden bei der Flottille gebildet, wobei sie immer aus drei Booten bestanden.
Mit der Aufstellung des Befehlshaber der Sicherung der Nordsee im August 1918 wechselte die Unterstellung unter diesen Befehlshaber.
Ende 1918 wurde die Flottille aufgelöst.

#### Einheiten (Auswahl)
- Kehdingen: von der Aufstellung bis zum Untergang im November 1917
- Silvana: von der Aufstellung bis November 1914
- Bismarck: von der Aufstellung bis zum Untergang im März 1917, in einer Sondergruppe eingesetzt
- Nordsee: von der Aufstellung bis Kriegsende
- Dithmarschen: von Oktober 1914 bis Anfang 1916, in einer Sondergruppe eingesetzt
- Rastede: von März 1915 bis Juni 1917, ehemals bei der Hafenflottille Jade-Weser und dann zur Vorpostenflottille West
- Großadmiral von Tirpitz: von der Indienststellung 1917 bis 1918
- Fuchs: von Herbst 1917 bis Kriegsende, von der Vorpostenflottille der Elbe und später in die Reichsmarine übernommen
- Admiral von Knorr (1918): von der Indienststellung 1918 im Mai 1918 bis zur Auflösung
- Hay: 1918, von der Vorpostenflottille der Jade-Weser und später in die Reichsmarine übernommen
- Von Schönberg, im Oktober 1918 übernommen, 1919 an die Fischereiwirtschaft übergeben
- Fritz Reuter, von April 1917 bis zur Übergabe an die Fischereiwirtschaft 1919
- Island, von August 1916 bis zur Übergabe an die Fischereiwirtschaft Ende 1918

#### Gliederung
Mitte Oktober 1914:
- Führungsboot Silvana
- I. Gruppe mit 14 Booten
- II. Gruppe mit 12 Booten inkl. der Bismarck
- III. Gruppe mit 14 Booten inkl. der Kehdingen
- IV. Gruppe mit 11 Booten

Mai 1916:
- Führungsboot Nordsee
- Führungsboot der I. Nordsee-Vorposten-Halbflottille S 127 (Großes Torpedoboot)
- Führungsboot der II. Nordsee-Vorposten-Halbflottille S 128 (Großes Torpedoboot)
- I. Gruppe mit 11 Booten
- II. Gruppe mit 13 Booten
- III. Gruppe mit sieben Booten
- IV. Gruppe mit 11 Booten
- V. Gruppe mit 13 Booten
- VI. Gruppe mit sieben Booten inkl. der Rastede

Ende des Krieges 1918:
- Führungsboot Nordsee (später in die Reichsmarine übernommen)
- Führungsboot der I. Nordsee-Vorposten-Halbflottille Fuchs
- Führungsboot der II. Nordsee-Vorposten-Halbflottille Hay
- Äußere Bewachung:
  - I. Sondergruppe mit drei Booten inkl. Dithmarschen
  - II. Sondergruppe mit drei Booten
  - III. Sondergruppe mit drei Booten
  - IV. Sondergruppe mit drei Booten inkl. Admiral von Knorr (1918)
  - V. Sondergruppe mit drei  Booten
  - VI. Sondergruppe mit drei Booten
  - Gruppe Nord mit 12 Booten
  - Gruppe Mitte mit neun Booten
  - 7 Reserveboote
- Innere Bewachung:
  - Außengruppe mit vier Booten
  - Amrum–Gruppe mit vier Booten
  - Helgolandgruppe mit vier Booten
- I. Nordsee-Vorposten-Halbflottille:
  - Innengruppe mit vier Booten
  - Elbegruppe mit vier Booten
  - Jade/Wesergruppe mit drei Booten
  - Nordernetzgruppe mit drei Booten, ein Vorpostenboot und ein Reserveboot
- II. Nordsee-Vorposten-Halbflottille:
  - Innengruppe mit vier Booten
  - Elbegruppe mit vier Booten
  - Jade/Wesergruppe mit drei Booten
  - Nordernetzgruppe mit drei Booten, ein Vorpostenboot und ein Reserveboot

#### Chef der Flottille
- Korvettenkapitän Max Forstmann, zugleich bis Dezember 1914 Kommandant der Silvana

#### Bekannte Personen
- Carl Kircheiß: von August 1914 bis Dezember 1916 Kommandant eines Vorpostenbootes
- Karl Loewenstein: während des Ersten Weltkriegs als Signaloffizier bei der Flottille

### Hafenflottille Jade-Weser

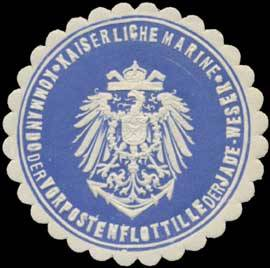
Siegelmarke der Vorpostenflottille der Jade-Weser

Anfang August 1914 wurde die Hafenflottille Jade-Weser aufgestellt. Später erfolgte erst die Umbenennung in Hafenflottille der Jade und Weser, dann im Juni 1917 in Vorpostenflottille der Jade-Weser. Ende 1918 wurde die Flottille aufgelöst.

#### Einheiten (Auswahl)
- Hay: von August 1914 bis 1918, dann zur Nordseevorpostenflottille
- Niobe: von August 1914 bis September 1915
- Rastede: von August 1914 bis zum Untergang im Oktober 1914, anschließend zur  Nordseevorpostenflottille und dann zur Vorpostenflottille West
- Drache: von August 1914 bis Kriegsende
- Zieten: von August 1914 bis 1918, dann zur Vorpostenflottille der Elbe
- Siegfried: von August 1915 bis Dezember 1915, später ab Februar 1918 bei der Vorpostenflottille der Ems[5]
- Ägir: von September 1915 bis zur Außerdienststellung Mitte Januar 1916

#### Gliederung
August 1914:
- Führungsboot Ariadne (Ende August 1914 gesunken)
- Hay, Zieten, Berlin (im Oktober 1914 zur IV. Aufklärungsgruppe der Hochseestreitkräfte), Alice Roosevelt, Drache, D 5 (Torpedodivisionsboot)
- Zwei große Torpedoboote
- Vier kleine Torpedoboote (2 Fischereiboote, 2 Minensuch-Boote)
- Hilfsminensuchdivision für Wilhelmshaven
- Hilfsminensuchdivision für Jade

Mitte Oktober 1914:
- Führungsboot Siegfried
- Niobe, Hay, Zieten, Alice Roosevelt, Drache
- Große Torpedoboote: T 91, T 93, T 94, T 95, T 107
- Kleine Torpedoboot: T 61, T 66, T 68
- Vorpostenboote: 10 Fischdampfer
- Hilfsminensuchdivision Wilhelmshaven mit 11 Booten
- Hilfsminensuchdivision Jade mit acht Booten inkl. Rastede
- Sperrfahrzeugdivision Jade mit 10 Booten
  - Kriegslotsendampfer: drei Boote
  - Kriegsfeuerschiffe: vier Boote
- Sperrfahrzeugdivision Weser mit 11 Booten
  - Kriegslotsendampfer: zwei Boote

Mai 1916:
- Führungsboot Niobe
- Zieten, D 2 (Alice Roosevelt) (Torpedodivisionsboot), Drache, Hay
- Große Torpedoboote: T 93, T 110, S 131
- Vorpostenboote mit Großen Torpedobooten als Führungsboote:
  - 1. Gruppe mit Führungsboot T 106 und sechs Booten
  - 2. Gruppe mit Führungsboot T 97 und sechs Booten
  - 3. Gruppe mit Führungsboot T 105 und fünf Booten
  - 4. Gruppe mit Führungsboot G 135 und fünf Booten
- Hilfsminensuchdivision Wilhelmshaven mit acht Booten
- Sperrfahrzeugdivision der Jade mit drei Dampfern
  - Oldenburg, Möwe
  - vier Wachtschiffe
  - drei Sperrverkehrsfahrzeuge
  - Kriegslotsendampfer: drei Boote
  - Kriegsfeuerschiffe: vier Boote
- Sperrfahrzeugdivision der Weser mit neun Booten
  - Poseidon

Ende des Krieges 1918:
- Führungsboot Frisia
- D 2 (Alice Roosevelt), Kaiser, Drache, Köhlbrand, August Pieper, Dr. Ziegner–Gnüchtel, Weser, Stella
- Sperrfahrzeugdivision der Jade mit drei Fahrzeugen
  - Oldenburg
  - Schiffssperre der Jade mit Möwe
    - 10 Fahrzeuge
    - 35 leichte Schlepper
    - drei weitere Boote

  - Kriegslotsendampfer: zwei Boote
  - Kriegsfeuerschiffe: vier Boote
- Sperrfahrzeugdivision der Weser mit sechs Booten
  - Triton

#### Chefs der Flottille
- Kapitän zur See Hans Seebohm: August 1914, zugleich Kommandant der Ariadne
- Fregattenkapitän Max Kühne: von August 1914 bis Mai 1915, zugleich Kommandant der Niobe
- Kapitän zur See Ernst Ewers: von Mai 1915 bis September 1915, zugleich Kommandant der Niobe; vormals Chef der Hafenflottille der Elbe und später Chef der Küstenschutzdivision der Ems
- unbekannt
- Kapitän zur See Hans Bene: von Januar 1916 bis November 1916, zugleich Kommandant der Niobe
- Fregattenkapitän/Kapitän zur See Carl Fürst zu Ysenburg und Büdingen: von Juli 1917 bis zur Auflösung, zugleich Kommandant des Wasserabschnitts Wilhelmshaven

#### Bekannte Personen
- Leutnant zur See Friedrich Frisius: von Oktober 1914 bis Juni 1916 Wachoffizier auf der Drache

### Vorpostenflottille der Ems

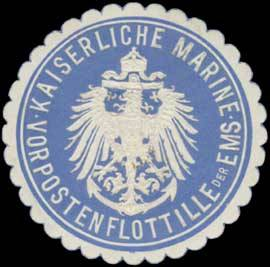
Siegelmarke der Vorpostenflottille der Ems

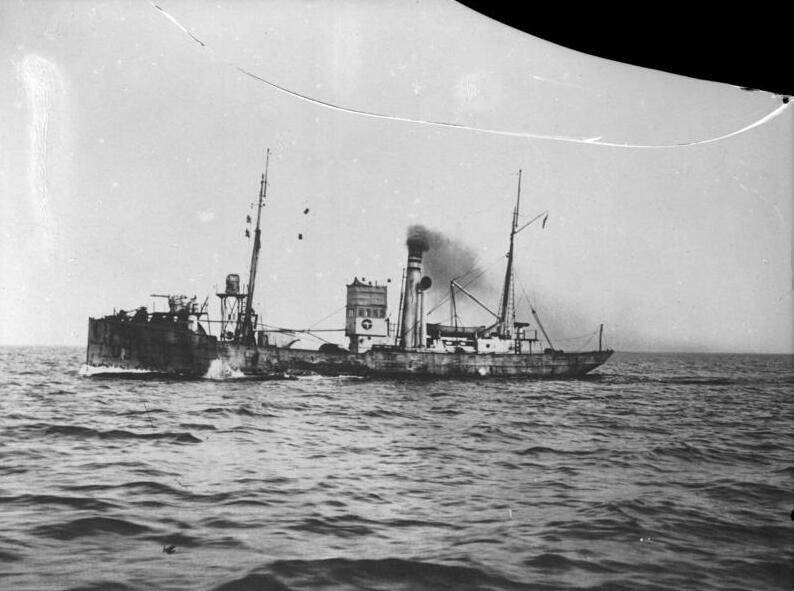
Vorpostenboot Nürnberg, 1914

Anfang Oktober 1915 wurde die Vorpostenflottille der Ems aufgestellt. Anfang Februar 1918 sollte die Flottille die U-Boote UB 65 und U 104 durch die deutschen Minensperren bei Hornsriff leiten. Dies scheiterte und vier Boote gingen verloren. Ende 1918 wurde die Flottille aufgelöst. Die Flottille musste eine hohe Anzahl von mehr als sechs Verlusten von Booten hinnehmen.
Neben der Vorpostenflottille der Ems existierte auch noch eine Küstenschutzdivision der Ems, welche im Mai 1918 aufgelöst wurde und in die Vorpostenflottille der Ems eingegliedert wurde.

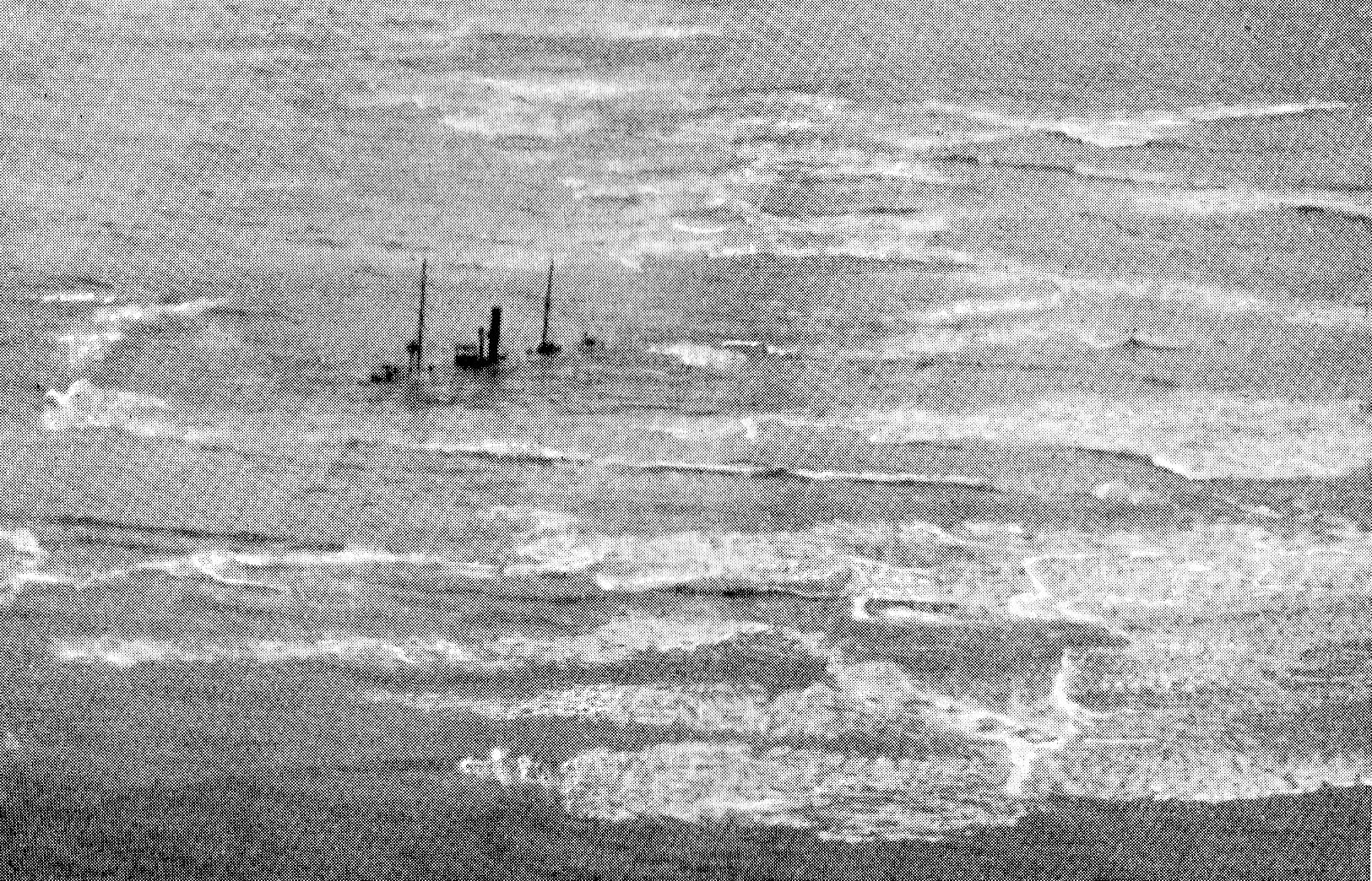
Auf dem Borkumriff gestrandetes Vorpostenschiff der Vorpostenflottille der Ems, 1918.

#### Einheiten (Auswahl)
- D 9: von der Küstenschutzflottille der Ems, von der Aufstellung der Flottille bis kurz vor Kriegsende
- Nürnberg: von der Aufstellung bis Juli 1915, dann zur Vorpostenhalbflottille Ost
- Lister Tief: nach der Indienststellung Mitte November 1916 bis zur Strandung Anfang Januar 1918
- Bürgermeister Pauli: nach der Indienststellung Mitte Dezember 1916 bis zur Strandung Anfang Januar 1918
- Weddigen: von Mai 1917 bis zum Untergang Februar 1918
- Rheinfels: bis zum Untergang Februar 1918
- Anneliese: bis zum Untergang Februar 1918
- Brockeswalde: bis zum Untergang Februar 1918
- Arcona: von der Küstenschutzflottille der Ems, von Herbst 1917 bis Kriegsende und später in die Reichsmarine übernommen
- Heimdall: von Dezember 1917 bis Kriegsende
- Siegfried: von Februar 1918 bis Kriegsende, ehemals bei der Hafenflottille der Jade und Weser
- Scharnhorst
- Seefahrt ist Not

#### Gliederung
Mai 1916:
- Führungsboot D 9 (Torpedodivisionsboot)
- I. Vorposten-Halbflottille der Ems:
  - Führungsboot S 138 (Großes Torpedoboot)
  - 1. Gruppe mit drei Booten
  - 3. Gruppe mit drei Booten
  - 5. Gruppe mit drei Booten
- II. Vorposten-Halbflottille der Ems:
  - Führungsboot D 6 (Torpedodivisionsboot)
  - 2. Gruppe mit drei Booten inkl. Brockeswalde
  - 4. Gruppe mit drei Booten
  - 6. Gruppe mit drei Booten

Ende des Krieges 1918:
- Führungsboot Arcona
- Beischiffe Heimdall und Siegfried
- I. Vorposten-Halbflottille der Ems:
  - Führungsboot Poseidon
  - 12 Boote
- II. Vorposten-Halbflottille der Ems:
  - Führungsboot Uranus
  - 12 Boote

#### Chefs der Flottille
- Korvettenkapitän Georg Brandes: von der Aufstellung bis Januar 1917
- Korvettenkapitän Erich Heyden: von Januar 1917 bis Februar 1918, zugleich Kommandant der Arcona
- Korvettenkapitän Carlo Peucer: von Februar 1918 bis Kriegsende, zugleich Kommandant der Arcona

### Hafenflottille der Elbe

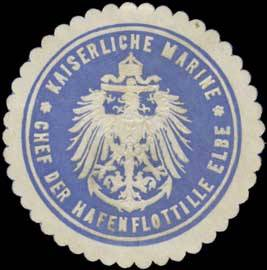
Siegelmarke des Chefs der Hafenflottille Elbe

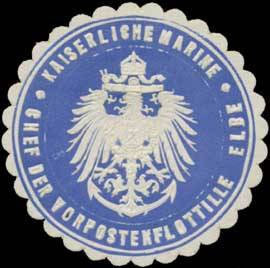
Siegelmarke des Chefs der Vorpostenflottille Elbe

Anfang August 1914 wurde die Hafenflottille der Elbe aufgestellt. Mitte Juni 1917 erfolgte die Umbenennung in Vorpostenflottille der Elbe. Ende 1918 wurde die Flottille aufgelöst.

#### Einheiten (Auswahl)
- Nymphe: von der Aufstellung bis September 1915
- Medusa: von der Aufstellung bis September 1915, später zur Küstenschutzdivision der Ostsee
- Fuchs: von der Aufstellung bis Herbst 1917, dann zur Nordseevorpostenflottille
- Pfeil: von der Aufstellung bis Juni 1915
- Hildebrand: von August 1915 bis Januar 1916
- Boote der Fairplay Reederei: Fairplay II (1898), Fairplay IV (1899), Fairplay VI (1901), Fairplay VII (1906), Fairplay VIII (1906), Fairplay IX (1910), Fairplay X (1911)
- Zieten: 1918, von der Vorpostenflottille der Jade-Weser

#### Gliederung
August 1914:
- Führungsboote Nymphe
- Fuchs, Medusa
- Zwei große Torpedoboote
- Fünf kleine Torpedoboote
- Hilfsminensuchdivision Cuxhaven

Mitte Oktober 1914:
- Führungsboote Nymphe
- Fuchs, Medusa
- Kleine Torpedoboot: T 59, T 64, T 67, T 69
- S 114 (Großes Torpedoboot)
- Vorpostenboote: 12 Fischdampfer
- Hilfsminensuchdivision Cuxhaven mit 10 Booten inkl. Fairplay II (1898), Fairplay VI (1901), Fairplay VII (1906), Fairplay VIII (1906), Fairplay IX (1910)
- Sperrfahrzeugdivision mit 14 Booten
- Schiffssperre mit 17 Booten inkl. Fairplay X (1911)
- Kriegslotsendampfer: zwei Boote
- Kriegsfeuerschiffe: drei Boote

Mai 1916:
- Führungsboot Kaiser
- Fuchs
- Große Torpedoboote: T 112, T 113, S 114, S 120,
- D 8 (Torpedodivisionsboot)
- Ein Hilfsdampfer
- Vorpostenboote:
  - I. Gruppe mit sechs Booten
  - II. Gruppe mit sieben Booten
- Hilfsminensuchdivision Cuxhaven mit 10 Booten inkl. Fairplay II (1898), Fairplay IV (1899), Fairplay VI (1901), Fairplay IX (1910)
- Sperrfahrzeugdivision der Elbe mit einem Boot
- Schiffssperre mit einem Boot, drei Verkehrsfahrzeuge und sieben leichte Verkehrsfahrzeuge (bis Mai 1918)
- Kriegslotsendampfer: zwei Boote
- Kriegsfeuerschiffe: drei Boote

Ende der Krieges 1918:
- Zieten
- Vorpostenboote: zwei Boote
- Sperrfahrzeugdivision der Elbe mit 15 Booten
- Kriegslotsendampfer: zwei Boote
- Kriegsfeuerschiffe: drei Boote

#### Chef der Flottille
- Fregattenkapitän Ernst Ewers: von der Aufstellung bis Januar 1915, zeitgleich Kommandant der Nymphe; später Chef der Hafenflottille Jade-Weser
- Fregattenkapitän Erich Graf von Zeppelin: von Januar 1915 bis zur Auflösung, zeitgleich bis August 1915 Kommandant der Nymphe

## Vorpostenverbände Ostsee
Die Dienststelle war nicht wie die Vorpostenverbände der Nordsee aufgebaut. Die Hilfsminensuchdivision und der Netzsperrverband der Ostsee unterstand direkt dem Oberbefehlshaber der Ostseestreitkräfte und war nicht den Vorpostenverbänden zugeordnet.

### Verband der Vorpostenboote

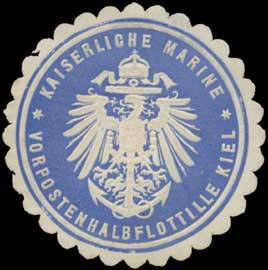
Siegelmarke der Vorpostenflottille Kiel

Anfang August 1914 wurde der Verband der Vorpostenboote aufgestellt. Mitte Oktober 1915 wurde der Verband zur Vorpostenhalbflottille Kiel umgebildet. Im August 1917 folgt die Unterstellung unter den neu geschaffenen Sicherungsverband der westlichen Ostsee.

#### Einheiten (Auswahl)
- Admiral von Knorr (1899): von März 1915 bis Mitte Februar 1916
- Bubendey: von März 1916 bis Kriegsende

#### Gliederung
Mai 1916:
- 12 Boote

Ende des Krieges 1918:
- 22 Boote und 10 Fischermotorboote

#### Chefs der Flottille (Auswahl)
- Kapitänleutnant der Seewehr Paul Wiehr: von Oktober 1915 bis März 1916

### Halbflottille der Ostseevorpostenboote

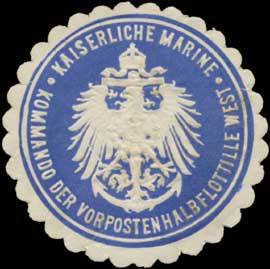
Siegelmarke des Kommandos der Vorpostenhalbflottille West

Ende Dezember 1914 wurde in Warnemünde die Halbflottille der Ostseevorpostenboote aufgestellt. Mitte Juli 1915 wurde die Flottille zur Vorpostenhalbflottille West umbenannt. Ein Teil der Flottille wurde im September/Oktober 1917 beim Unternehmen Albion eingesetzt.

#### Einheiten (Auswahl)
- Rastede: von Juni 1917 bis Kriegsende, ehemals Hafenflottille der Jade und Weser und Nordseevorpostenflottille

#### Gliederung
Mai 1916:
- 20 Boote

Ende des Krieges 1918:
- 30 Boote, 15 Fischermotorboote
- Ein Kriegsfeuerschiff
- Ein Reservekriegsfeuerschiff
- Ein Schlepper

#### Chefs der Flottille
- unbekannt
- Fregattenkapitän der Reserve/Korvettenkapitän der Reserve Reinhold Hollack: von März 1916 bis Kriegsende

### Vorpostenhalbflottille Ost

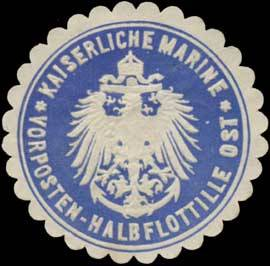
Siegelmarke der Vorposten-Halbflottille Ost

Mitte Juli 1915 wurde, passend zu Neueinrichtung der Vorpostenhalbflottille West, die Vorpostenhalbflottille Ost gebildet. Ein Teil der Flottille wurde im September/Oktober 1917 beim Unternehmen Albion eingesetzt. Im Mai 1916 war die Halbflottille dem Befehlshaber der Aufklärungsstreitkräfte der Ostsee unterstellt. Zu Kriegsende war die Vorpostenhalbflottille Ost beim Befehlshaber der Baltischen Gewässer.

#### Einheiten (Auswahl)
- Nürnberg: von der Aufstellung bis Kriegsende, von der Vorpostenflottille der Ems

#### Gliederung
Mai 1916:
- 17 Boote

Ende des Krieges 1918:
- Ein Führerboot
- 19 Logger
- Acht Fischdampfer

#### Chefs der Flottille
- Korvettenkapitän Henry Robertson: ab der Aufstellung
- Oberleutnant zur See d. R./Kapitänleutnant d. R. Friedrich Harder: von Januar 1916 bis Kriegsende